# سرو عود

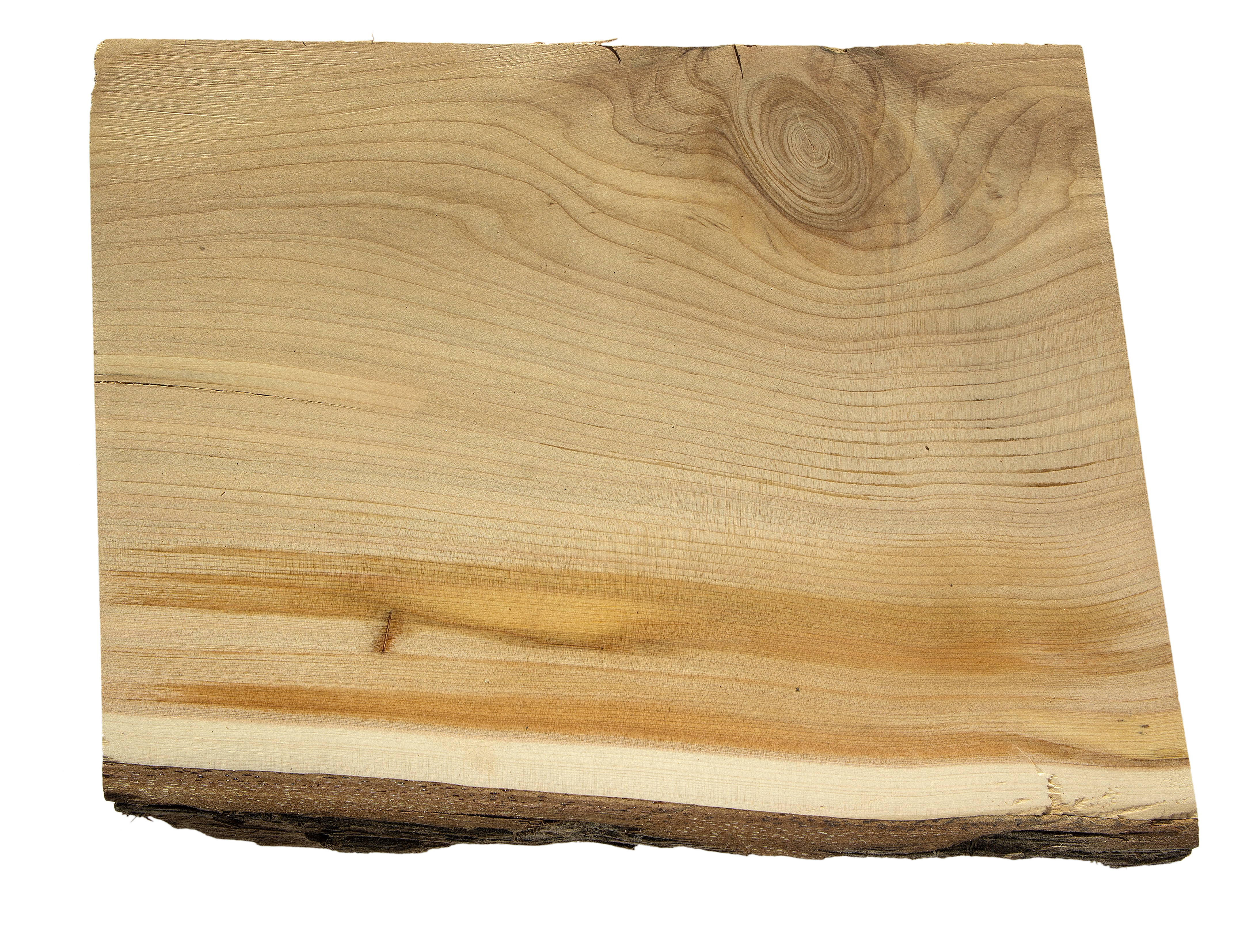
Calocedrus decurrens

سرو عود (نام علمی: Calocedrus decurrens) نام یک گونه از سرده سرو خوشبو است.